# Веймутова сосна в Олександрії
Веймутова сосна в Олександрії. Росте в м. Біла Церква, Київська область, в дендропарку «Олександрія». Є подарунком цариці Катерини ІІ засновниці парку до дня весілля. Вважається, що це найбільша веймутова сосна в Європі. Обхват 3,95 м, висота 25 м, вік 220 років. Дерево вимагає заповідання.